# Peña de Letra Tepantepec
Peña de Letra Tepantepec är en ort i Mexiko.   Den ligger i kommunen Santa María Peñoles och delstaten Oaxaca, i den sydöstra delen av landet, 400 km sydost om huvudstaden Mexico City. Peña de Letra Tepantepec ligger 2 529 meter över havet och antalet invånare är 137.
Terrängen runt Peña de Letra Tepantepec är lite bergig. Runt Peña de Letra Tepantepec är det ganska glesbefolkat, med 29 invånare per kvadratkilometer. Närmaste större samhälle är San Miguel Peras, 6,6 km söder om Peña de Letra Tepantepec. I omgivningarna runt Peña de Letra Tepantepec växer i huvudsak blandskog.